# 国际收支

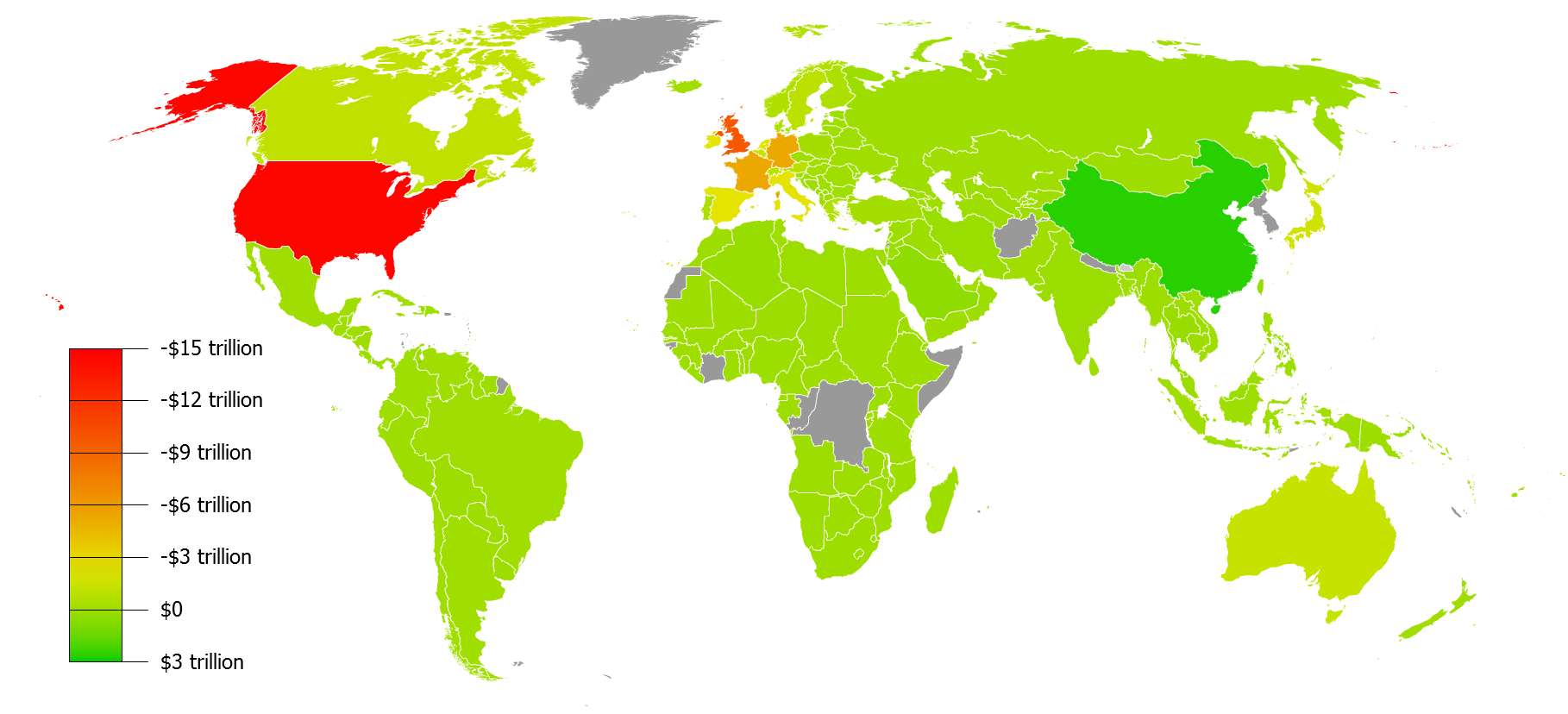
债务地图 =（外汇和黄金储备） - （债务外国人）（资料来源：2010年“美国中央情报局世界概况”）

国际收支，或稱国际收支帐、国际收支平衡表，指一個國家在一段時間內，將一切對外的交易記錄編成的表式。不同国家的国际收支计算方法，会有些细微差别。

## 平衡式
国际收支总是平衡的，人们通常所说的国际收支不平衡是另外一种涵义（下文有解释）。
在平衡式裡，将所有账户结余在贷方（因此有正有负），于是有：
资本账户 + 经常账户 + 外汇储备 = 0
如果不要求结汇，央行又没有外汇干预，那么外汇储备=0，因此要求:
金融账户 + 经常账户 = 0
这就是人们通常所说的国际收支平衡。如果二者之和不为零，就说不平衡。
国际收支赤字有些场合仅指经常账户结余在贷方为负，更狭义的是指商品贸易账户结余在贷方为负。
- 經常帳：記載商品進出口、勞務收支、所得支出與經常移轉等交易項目。
- 資本帳：記載資本移轉與獲得或處分非生產性、非金融性資產交易、無形之專利、租約、可移轉性契約與商譽等。
- 金融帳：包括直接投資、證券投資、其它投資與準備資產等四項。

## 记账
总是使用复式记账系统，结汇与否有不同表示。比如出口：
- 结汇：借记外汇储备，贷记经常账户。
- 不结汇：借记资本账户，贷记经常账户。

## 各国BoP

### 中华人民共和国BoP
在中华人民共和国结汇是必须的，所以进出口仅与经常账户和外汇储备有关，而与资本账户无关。经常项目是可以自由兑换的，资本项目则是受管制的因为资本项目涉及所有权。2010年8月7日，国务院颁布了11年以来首次修订的《中华人民共和国外汇管理条例》，取消了企业经常项目外汇收入强制结汇的要求，允许国内企业将外汇收入存放境外，同时大大加强对跨境资金流动的监测。是7月14日实行《出口收结汇联网核查办法》和《企业贸易项下外债登记管理办法》后，外汇管理改革的另一措施。